# توماس فارنر
توماس فارنر (به انگلیسی: Thomas Fahrner) (زادهٔ ۷ فوریهٔ ۱۹۶۳) شناگر اهل آلمان غربی است.